# Anna Bańkowska

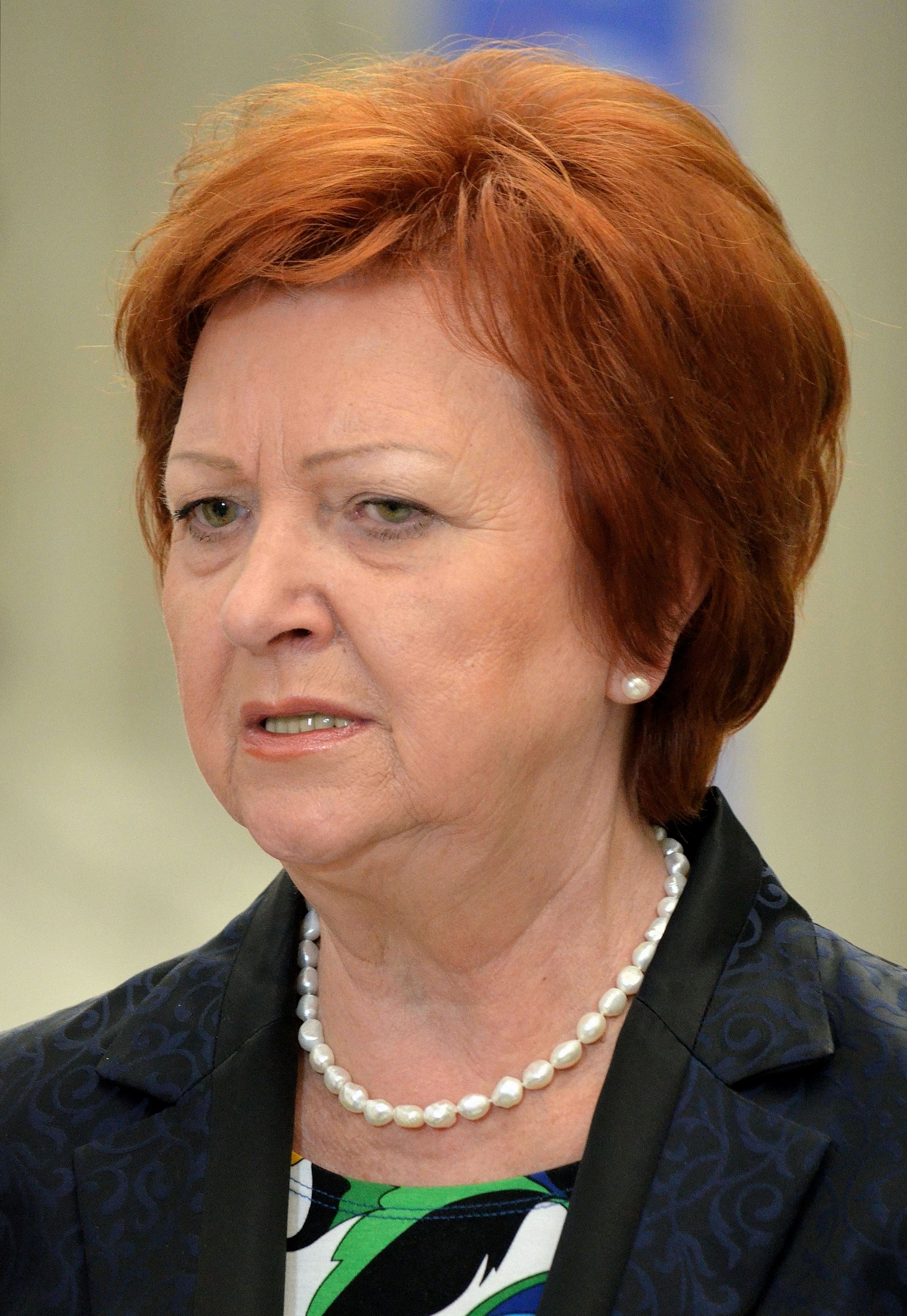
Anna Bańkowska (2014)

Anna Danuta Bańkowska (* 30. April 1946 in Żnin als Anna Danuta Wysocka) ist eine polnische Politikerin (PZPR, SLD, SdPl) und Abgeordnete des Sejm in der X. Wahlperiode (PRL), sowie der I., II., III., IV., VI. und VII. Wahlperiode (Dritte Republik).

## Leben und Beruf
1968 erwarb sie einen Abschluss an der Fakultät für Handel und Warenkunde der Ökonomischen Akademie in Posen. Von 1970 bis 1991 war sie in der Landwirtschaftsmaschinenfabrik in Inowrocław angestellt. In den Jahren 1995 bis 1998 war sie Leiterin des Zakład Ubezpieczeń Społecznych (Staatliche Sozialversicherung).

## Politik
Bańkowska gehörte von 1984 bis 1990 dem Gemeinderat von Inowrocław an.
Von 1989 bis 2005 hatte sie ein Abgeordnetenmandat im Sejm inne. Bei den halbfreien Wahlen zum Vertragssejm 1989 wurde sie für die Polnische Vereinigte Arbeiterpartei (PZPR), der sie im Jahr 1976 beigetreten war, auf einem der für die PZPR und ihre Blockparteien reservierten Plätze in den Sejm gewählt. Danach wurde sie bei der ersten vollständig freien Parlamentswahl 1991 über die Liste des Sojusz Lewicy Demokratycznej (SLD) gewählt. Im SLD war sie unter anderem Vorsitzende der Kommission für Gesellschafts- und Familienpolitik. Auch 1993, 1997 und 2001 wurde sie für die SLD gewählt.
Im März 2004 gründete sie zusammen mit anderem Abgeordneten des SLD, der Unia Pracy und mit Marek Borowski an der Spitze die neue Partei Socjaldemokracja Polska (SdPl). Von 2006 bis 2007 war sie für die SdPl WAbgeordnete im Sejmik für die Woiwodschaft Kujawien-Pommern. Sie war bei den Selbstverwaltungswahlen 2006 auf der Liste des Wahlbündnisses Lewica i Demokraci (LiD), an dem sich die SdPl beteiligt hatte, gewählt worden.
In der Parlamentswahl 2007 wurde sie über die Liste des LiD mit 7.227 Stimmen für den Wahlkreis Bydgoszcz erneut in den Sejm gewählt. Sie war Stellvertretende Vorsitzende der Sejm Kommission für Gesellschaftspolitik und Familie. Im April 2008 trat sie aus der SdPl aus und am 22. April wurde sie Mitglied der Fraktion Lewica und später erneut auch der SLD, in deren nationalen Parteirat sie gewählt wurde. Bei der Parlamentswahl 2011 erlangte sie erneut ein Mandat im Sejm. Anschließend wurde sie zur stellvertretenden Fraktionsvorsitzenden der SLD gewählt. Zudem war sie stellvertretende Vorsitzende des sozialpolitischen Sejmausschusses. Bei der Parlamentswahl 2015 trat sie nicht mehr an.

## Ehrungen
- 1984 Verdienstkreuz der Republik Polen
- 2005 Medaille „Pro Memoria“[9]